# Arthrorhabdus formosus
Arthrorhabdus formosus är en mångfotingart som beskrevs av Pocock 1891. Arthrorhabdus formosus ingår i släktet Arthrorhabdus och familjen Scolopendridae. Inga underarter finns listade i Catalogue of Life.